# Крумловський замок
Державний замок Чеський Крумлов є важливою архітектурною пам'яткою в південночеському окружному місті Чеський Крумлов.
Маючи площу понад 6 гектарів, він є (після Празького Граду) другим за величиною замковим комплексом у Чехії й завдяки високій оцінці чеських та іноземних експертів у 1989 році був оголошений національною культурною пам'яткою, а в 1992 році внесений до Списку всесвітньої спадщини ЮНЕСКО. У 2014 році його відвідало майже 368 000 осіб, що робить його третім найбільш відвідуваним замком у Чехії (після Празького Граду та Ледніцького державного замку) і найбільш відвідуваним туристичним об'єктом у Південночеському регіоні. Він належить державі (управління здійснює Національний інститут пам'яток).

## Історія

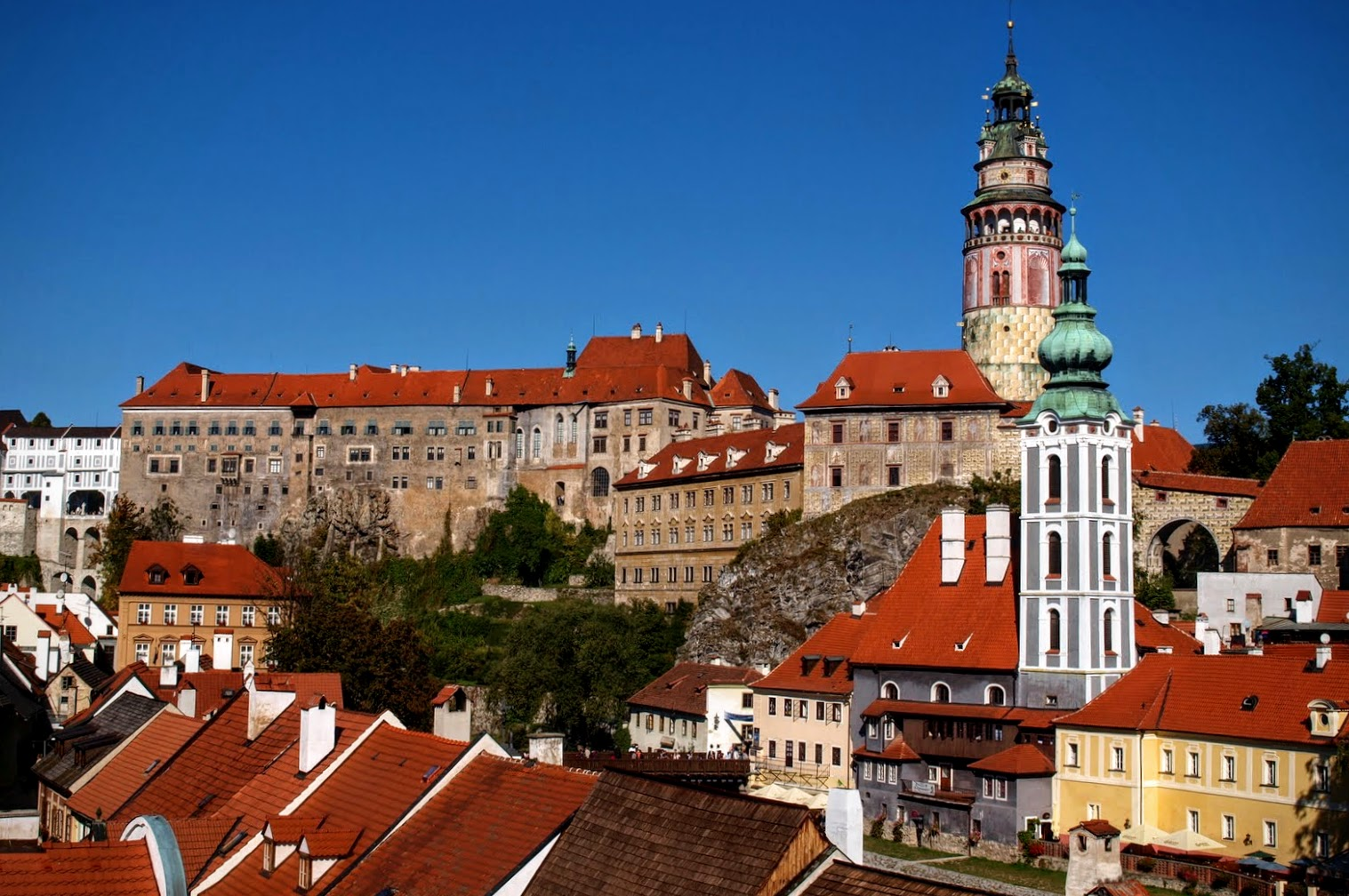
Чеський Крумлов — загальний вигляд замку та замку

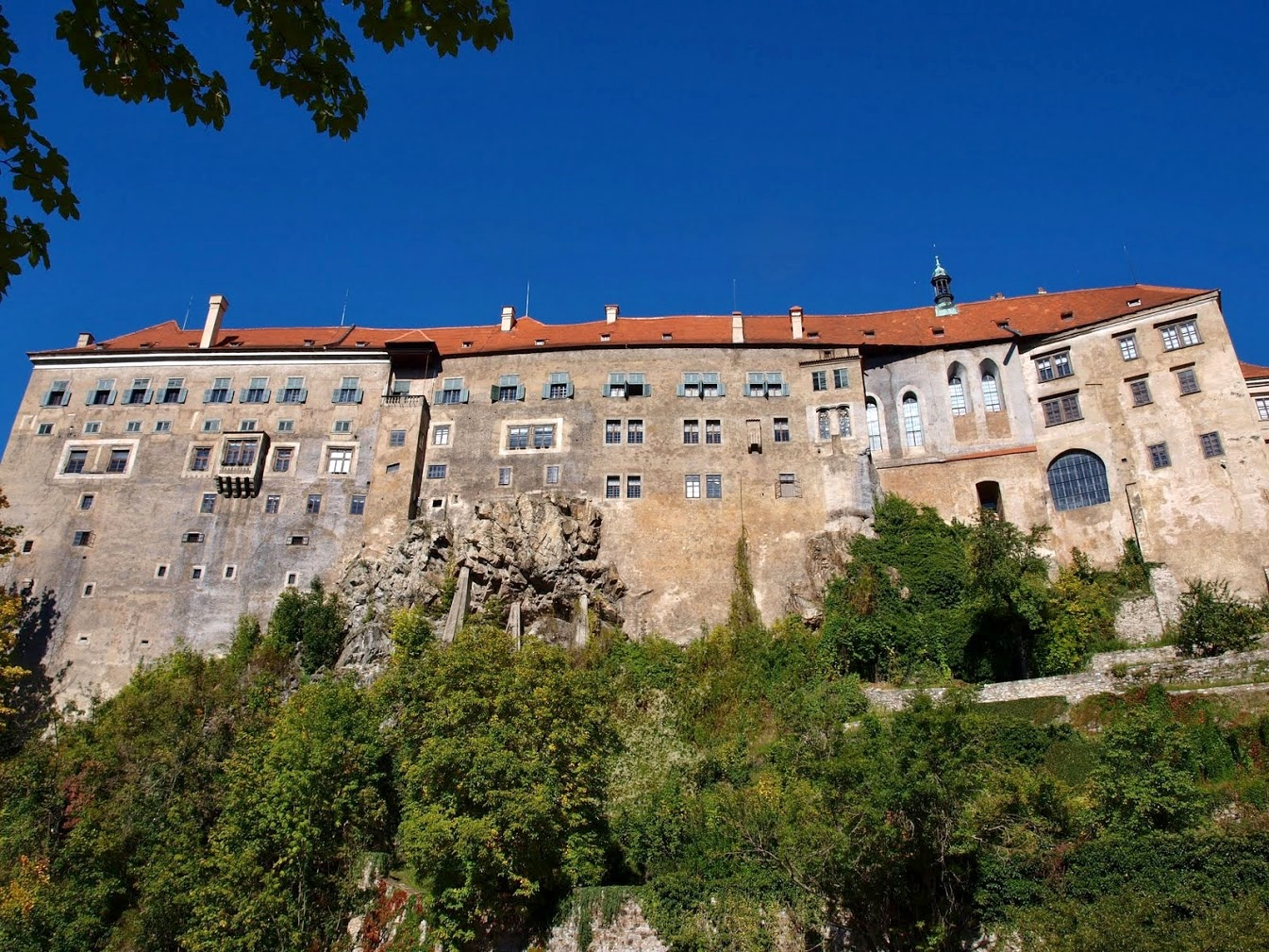
Вид на Верхній замок з боку Влтави

Замок, ймовірно, заснував Вітек II з Пршіце, перша письмова згадка у німецькій поемі від 1240 р., у 1253 році згадується Вітіко з Хрумбенове, який, ймовірно, збудував сьогоднішній замок із вежею. Коли в 1302 вимерла крумлівська гілка роду Віткових, замок успадкував Їндржіх I з Рожмберк, який також переїхав сюди та розширив Нижній замок. Його син Петро I з Рожмберка († 1347) побудував Верхній замок, який перебудував Олдржіх II з Рожмберку (1403—1462). Значні перебудови відбулися за часів правління Вільгельма Рожмберкського (1535—1592). Його брат Петро Вок настільки заборгував, що був змушений продати замок імператору Рудольфу II, який подарував його своєму позашлюбному синові Юлію Цезарю (також відомому як Хуан Австрійський).
У 1622 році імператор Фердинанд II передав Крумлов родині Еггенбергів, які замовили барокову реконструкцію замку, будівництво першого дерев'яного театру (1680 р.) і закладення садів. У 1719—1947 роках Крумлов належав родині Шварценбергів, яка у другій половині XVIII століття перебудувала його різними способами у стилі віденського бароко. Однак з 1871 року вони базувалися в Глубоці, тому Крумлов втратив своє значення.

## Опис
Замок стоїть на крутому і довгому скельному мисі, який з півдня оточений річкою Влтавою, а з півночі — Полечніце. На подвір'я можна потрапити з кварталу Латран, з півдня — Замковими сходами або зі сходу — Червоними воротами. З північного боку знаходиться прямокутна солеварня (близько 1500 року), з південного боку — ренесансна стайня, посередині — кам'яний фонтан 1561 року. Міст через Ведмежий рів веде через проїзд до Нижнього замку, з лівого (південного) боку знаходиться найстаріша частина замку (Градек), старий палац з вежею з 13 століття з ренесансною прибудовою і розписами з 1580 року. З галереї вежі відкривається прекрасний вид на замок і місто. Східне і північне крила неправильного великого двору Нижнього замку складаються з чистилища з 1578 року, південне крило — так званого монетного двору, а в західному куті — готичної вежі Масляної. Фасади прикрашені ренесансними розписами та сграфіто, а посеред двору знаходиться кам'яний фонтан 1641 року.
З нижнього двору цегляний міст веде через ще один рів до Верхнього замку — палацу Рожмберк з двома невеликими внутрішніми двориками. На першому поверсі східного крила знаходяться так звані Кімнати Розенберга з дерев'яними ренесансними стелями й залишками розписів, де також знаходиться чудова колекція фламандських гобеленів з Брюсселя 16-17 століть. У південному крилі знаходиться замкова каплиця Святого Георгія, спочатку готична з початку 14 століття, перебудована в стилі бароко. З південного боку знаходиться Мала каплиця Розенбергів 1430—1440 рр. з готичним сітчастим склепінням. У західному крилі знаходиться простора Маскарадна зала з дерев'яною ложею та ілюзорними картинами Й. Ледерера 1748 року, а також замкова картинна галерея.

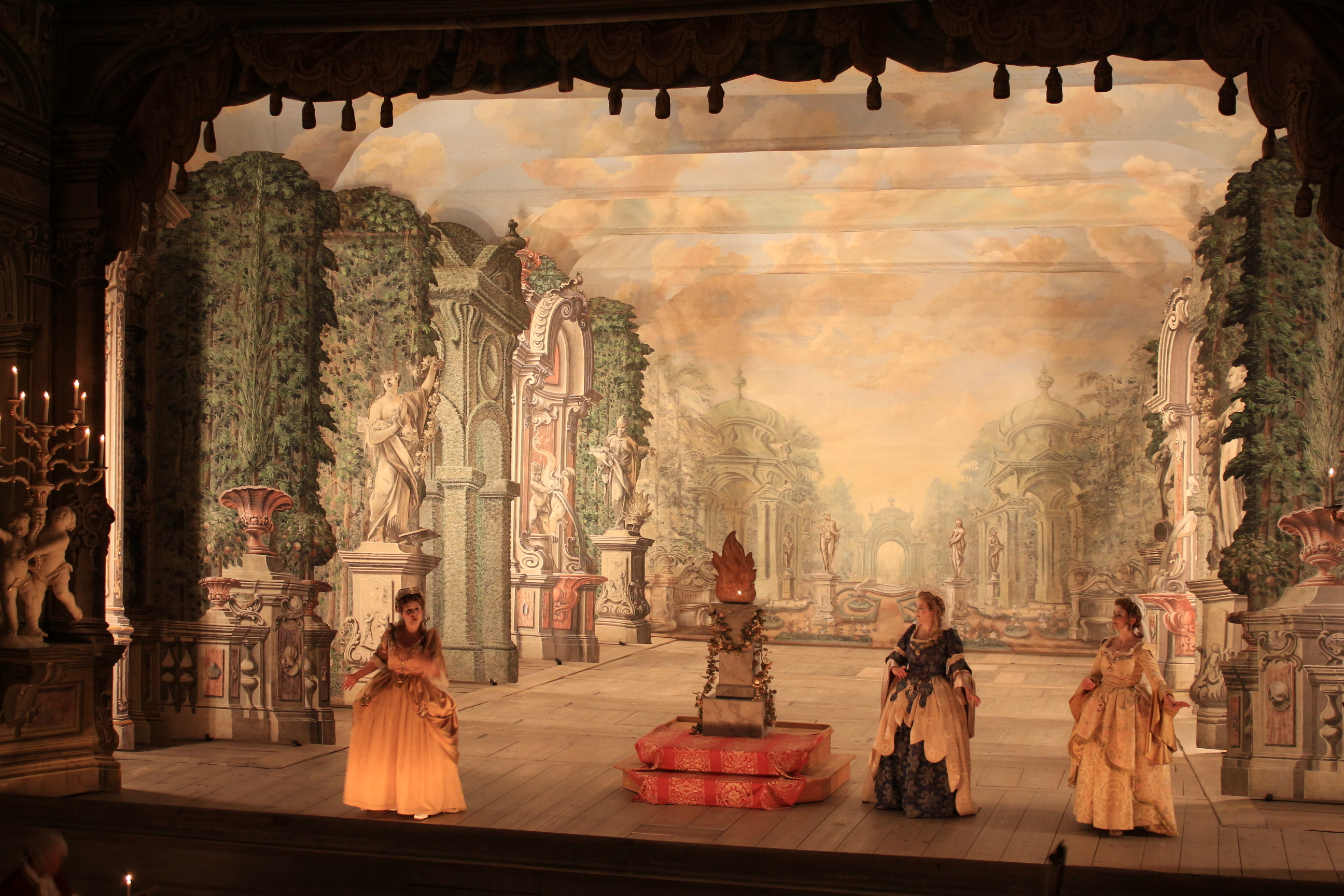
Інтер'єр барокового замкового театру

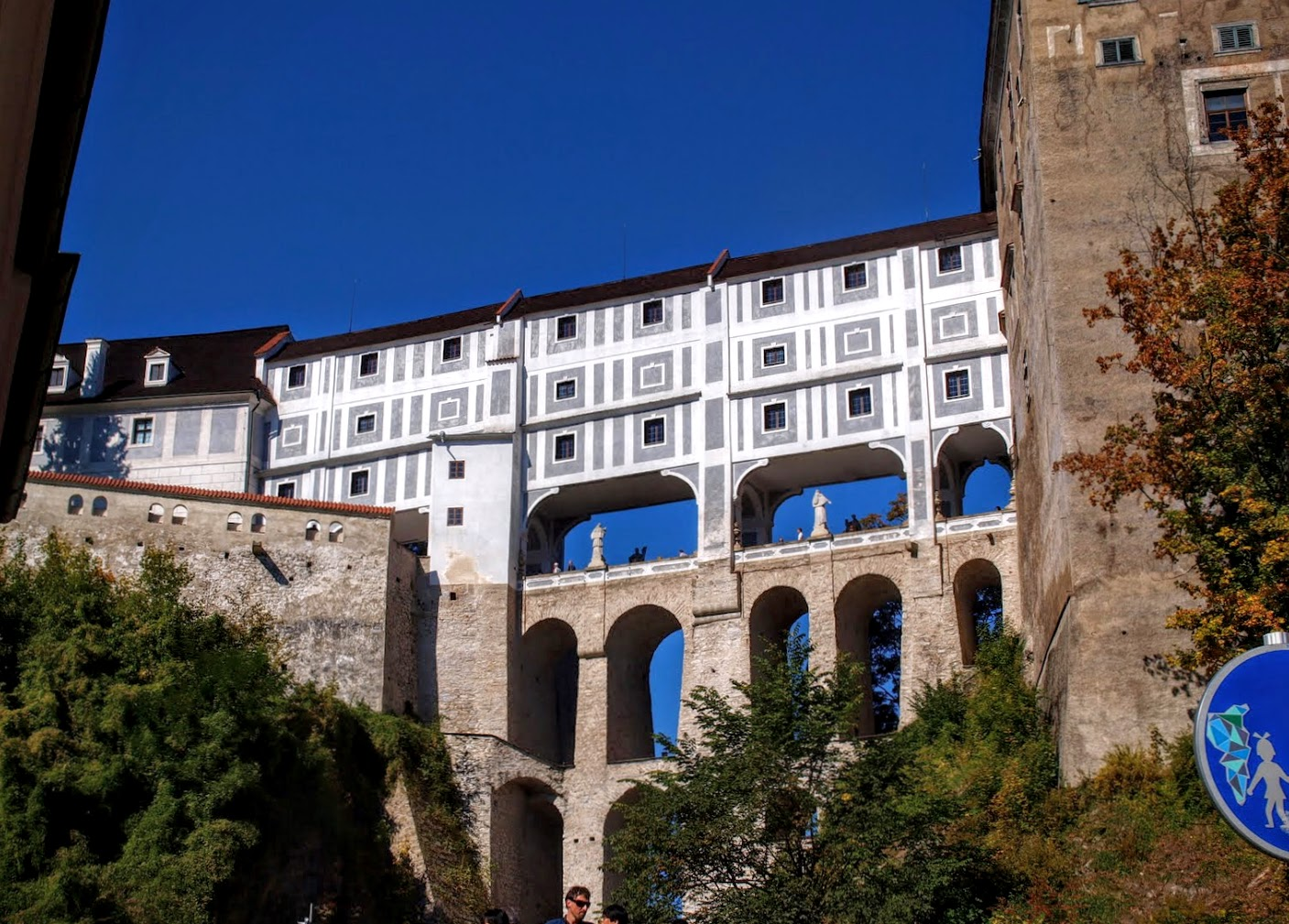
Плащовий міст

Західне крило веде до Плащового мосту 1764 року. Унікальний п'ятиповерховий міст над глибоким тесаним ровом з'єднує Верхній замок із замковим театром і садами. Два верхні поверхи мосту — криті переходи з палацу до театру і садів. Бароковий замковий театр 1766—1767 років є одним з найкраще збережених барокових театрів у світі. Він має невеликий зал для глядачів з високими дерев'яними лавками та балконом для знаті, вузький приспущений оркестр і дуже глибоку сцену, де збереглося оригінальне, дуже складне дерев'яне обладнання для швидкої зміни декорацій і різних ефектів. Після дорогої реставрації в 1990-х роках це одна з найцінніших і найпопулярніших частин замку. У 2009 році тут відбулася світова прем'єра барокової опери Антоніо Вівальді «Аргіппо», написаної для Праги, яка була знайдена в архівах, а також виконана фахівцем з музики бароко Ондржеєм Мацеком зі своїм оркестром Hof-Musici у міжнародному складі. Тут також знімалися сцени деяких історичних фільмів.
Далі на захід розташований манеж і замковий парк у стилі пізнього бароко з каскадним фонтаном середини 18 століття з багатим скульптурним оздобленням. У північній частині парку знаходиться двоповерховий павільйон Беларі 1706—1708 рр., який в середині 18 ст. був змінений і прикрашений фресками. Навпроти павільйону знаходиться сучасна металева глядацька зала, що обертається, де проводяться літні театральні фестивалі. З пандуса між мостом і садом відкривається чудовий краєвид на місто і річку.

## Маршрут першого туру
| рік      | Кількість відвідувачів |
| -------- | ---------------------- |
| 2012 рік | 294 812                |
| 2013 рік | 296 615                |
| 2015 рік | 401 555                |
| 2016 рік | 428 844                |
| 2017 рік | 466 429                |
| 2018 рік | 429 171                |
| 2019 рік | 386 290                |
| 2020 рік | 190 800                |

Перший оглядовий маршрут починається з третього замкового двору і триває близько 60 хвилин. Відвідувачі побачать оригінальні ренесансні та барокові кімнати. Екскурсія починається в каплиці Святого Юра і продовжується ренесансними кімнатами на першому поверсі. На другому поверсі слідують барокові кімнати й завершується в Маскарадному залі з картинами Йозефа Ледерера.

### Каплиця Святого Юра
Відвідувачі входять до каплиці з третього двору. До неї можна потрапити сходами, що ведуть з передпокою. Перша згадка про каплицю датується 1334 роком. Однак її теперішній вигляд є результатом будівельних перебудов, проведених між 1750 і 1753 роками. Стіни вкриті модним на той час штучним мармуром. Статуя Святого Юра над головним вівтарем була виконана Яном Антоніном Зіннером. Мощі святого Калікста зберігаються у скриньці під вівтарем.

### Зал епохи Відродження
З каплиці Святого Юра відвідувачі потрапляють до ренесансної зали, де домінує картина «Поділ троянд». На картині зображено легенду, згідно з якою Вітек I з Прчице розділив своє майно між п'ятьма синами. Окрім частини родинного майна, кожен із синів отримав для свого герба емблему п'ятилистої троянди на різнобарвному тлі. Третій із синів, Вітек III Молодший, дідусь родини Рожмберків, який отримав червону троянду на срібному полі, має фундаментальне значення для Чеського Крумлова. Відвідувачі можуть побачити цей герб на багатих міських будинках у центрі міста.

### Кімнати епохи Відродження
З ренесансної зали ви потрапляєте до першої з ренесансних кімнат. Це спальня і два передпокої. У кутку першого передпокою відвідувачі можуть побачити невелику кімнату для пажів. У другому передпокої можна побачити картину Перхти з Розенберга. Столи заставлені оригінальним олов'яним посудом і так званими вілкумами або вітальними келихами.

### Коридор
Наступна зупинка — ренесансний коридор, де відвідувачі можуть побачити герби різних власників замку — Рожмберків, Еггенбергів і Шварценбергів. У кутку біля сходів виставлена дивовижна карета в стилі рококо.

### Антекамера
Відвідувачі потрапляють у бароковий простір через передпокій. Саме слово «антекамера» походить з латини (ante — перед, camera — кімната). Отже, це передпокій, в якому відвідувачі прагнули бути почутими. Стіну над каміном прикрашає старовинний вид на особняк Червоний Двір, який сьогодні слугує центром лікування від наркозалежності та алкоголізму. Два портрети на передній стіні зображують двох власників замку — Елеонору Амалію (1682—1741) та Адама Франтішека зі Шварценберга (1680—1732). Адам Францішек загинув у віці 52 років, коли його випадково застрелив імператор Карл VI, батько Марії Терезії, під час полювання на оленя. Пройшовши до інших покоїв, відвідувачі можуть помітити невелику кімнату для приготування їжі.

### Зал Еггенберг
Домінантою цієї кімнати є золота церемоніальна карета Еггенберга, виготовлена в 1638 році. Карета покрита сусальним золотом і використовувалася лише один раз. Вона була створена для перевезення подарунків для Папи Урбана VIII (1568—1644, Папа Римський 1623—1644) від нового римського імператора Фердинанда III (1608—1657, імператор 1637—1657), який зійшов на престол після смерті свого батька Фердинанда II (1578—1637, імператор 1619—1637). Офіційну зміну на імператорському престолі мав оголосити Ян Антоній I з Еггенберга (1610—1649). Герцог Крумловський не сидів у кареті, а їхав верхи на коні, карету тягнув екіпаж з шести осіб. Карета була виготовлена з горіхового дерева римським різьбярем Джузеппе Фіочіні й має 300 см заввишки, 200 см завширшки та 560 см завдовжки. Салон, оббитий чорним оксамитом із золотою вишивкою, був закритий жовтими фіранками, розшитими золотом. У 19 столітті карета була модифікована. У ніші експонуються костюми трабантів, які супроводжували карету під час її місії. На стінах висять портрети членів родини Еггенбергів.

### Їдальня в стилі бароко
Наступна зупинка — барокова їдальня, де на передній стіні можна побачити брюссельський гобелен 17 століття з циклу «Юдифь і Олоферн».

### Салон з балдахіном
Кімната використовувалася не лише як приймальня, але й для посиденьок і розмов під час менш офіційних візитів і, не в останню чергу, для настільних ігор, про що нагадують виставлені тут настільні ігри. Свою назву вона отримала від дивану з балдахіном. Стіни обклеєні червоними тканинними шпалерами. Інтер'єр доповнюють предмети, привезені зі Сходу (шафи, порцелянові вази, талькові фігурки), які були модними в період рококо. Між вікнами висять два гранованих венеціанських дзеркала в позолочених рамах.

### Маскарадний зал
У Маскарадній залі можна побачити картини в стилі рококо 1748 року, створені для Йозефа Адама Шварценберзького віденським художником Йозефом Ледерером. Сам художник зобразив себе в одному з кутів кімнати, попиваючи каву. Зліва від нього стоїть чайник з його ім'ям. На картинах зображено аристократичне товариство, яке розважається на балу-маскараді, загалом 135 фігур у натуральну величину. Серед них можна впізнати персонажів італійської комедії дель арте, таких як П'єро, Коломбіна, Арлекін, Дотторе, Панталоне. Двері охороняють гвардійці Шварценберга, а також сільська біднота і музиканти. Зал регулярно використовується для проведення концертів та інших громадських заходів.

## Культура
У замку проводиться багато культурних заходів. Це, наприклад, південночеські фольклорні заходи фольклорних колективів, щорічний мисливський фестиваль Святого Губерта або фестиваль Святого Вацлава в Чеському Крумлові 28 вересня. Шварценберзькі гренадерські гвардійці також несуть тут активну службу замковою охороною.

## Галерея

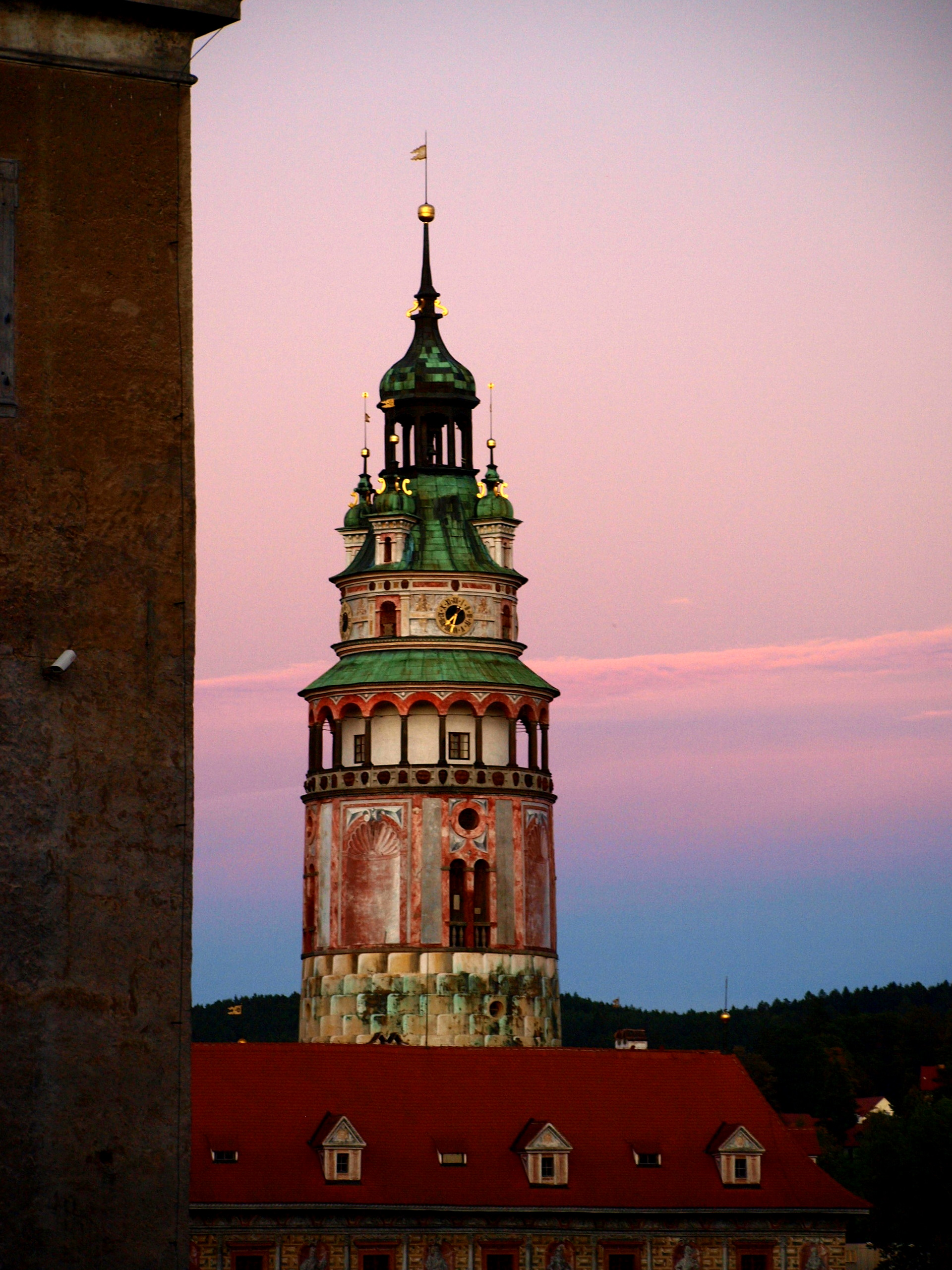
Вежа замку
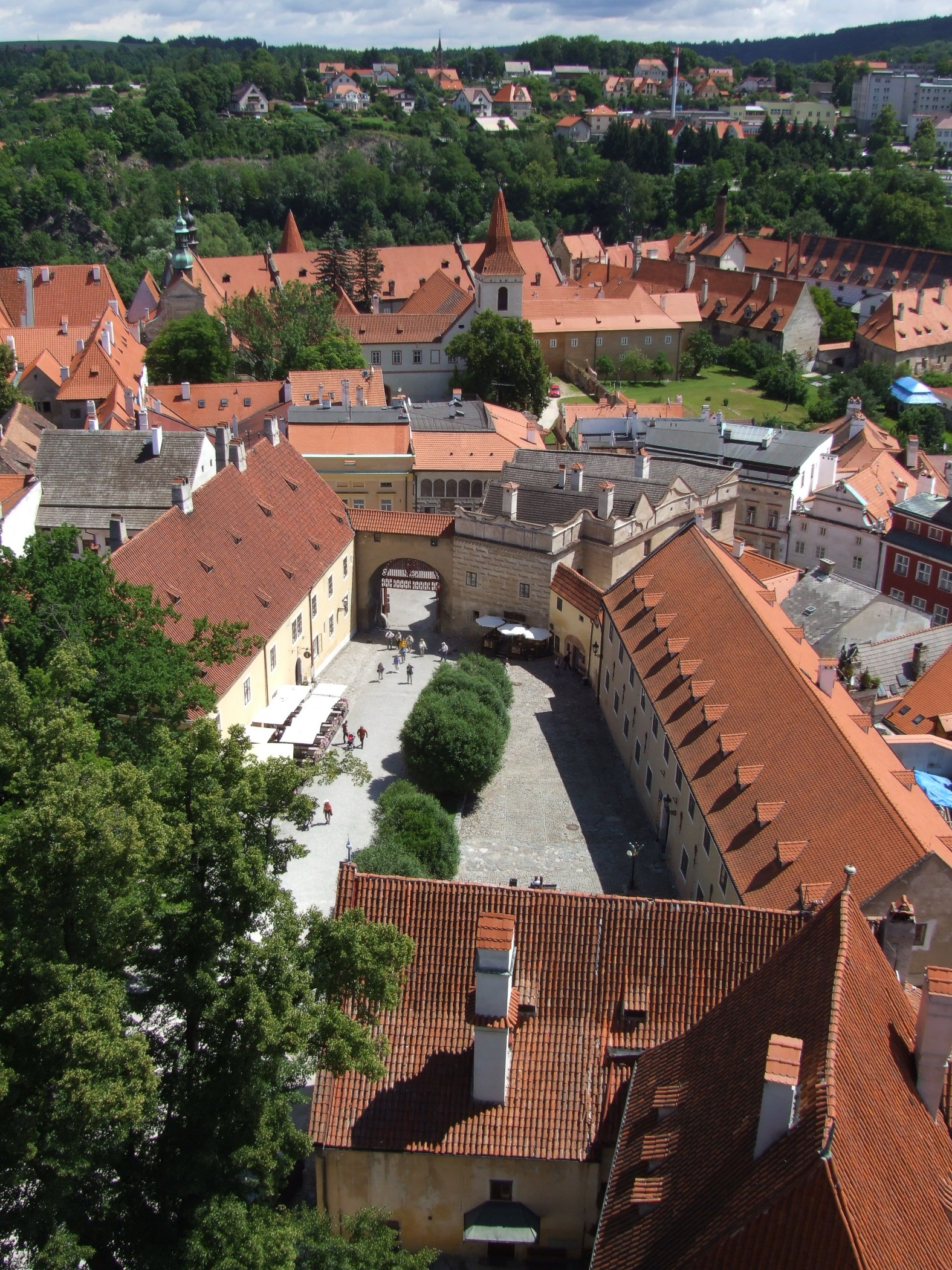
Замок (ліворуч солеварня, праворуч стайня)
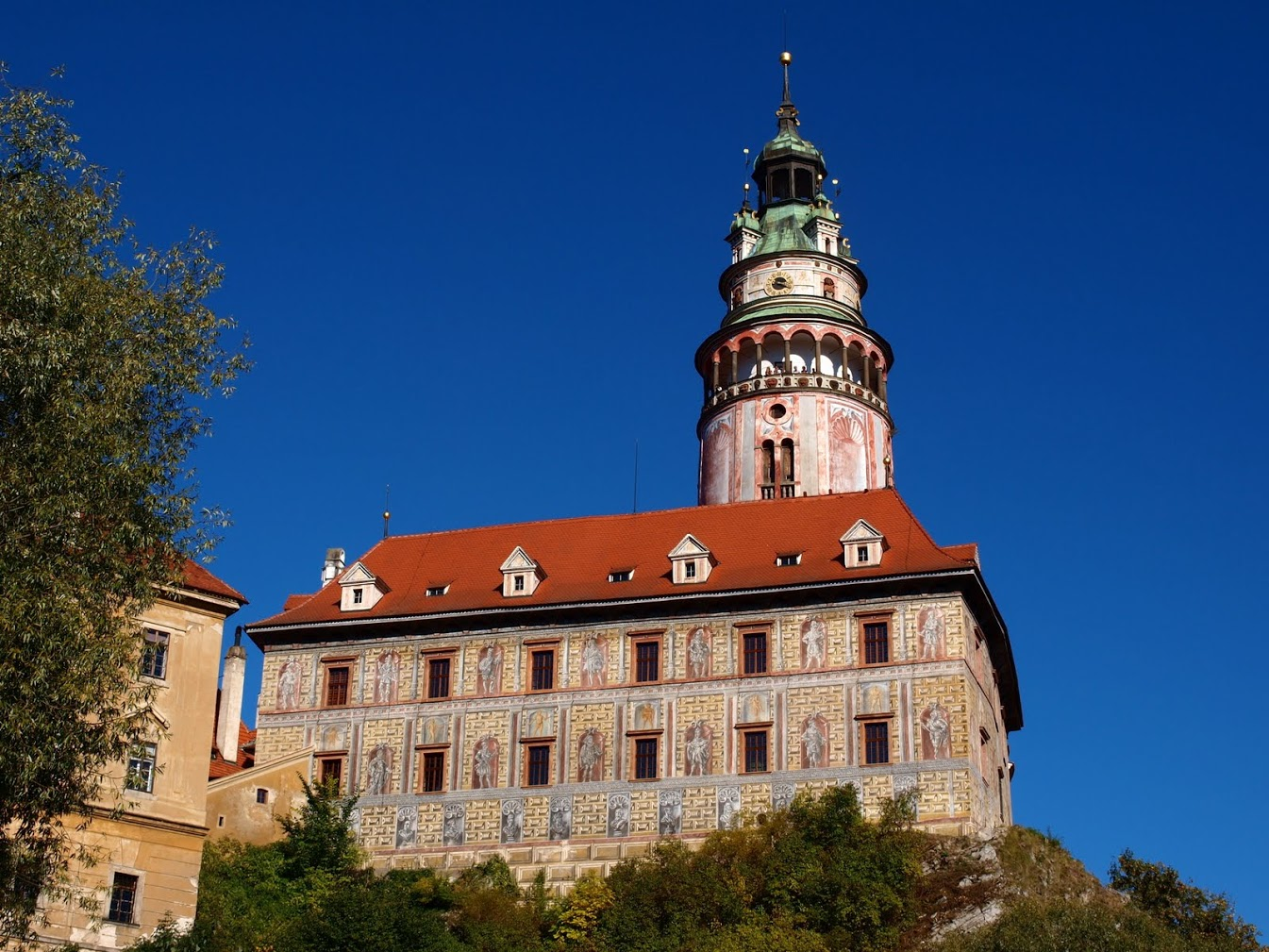
Замок з боку Влтави
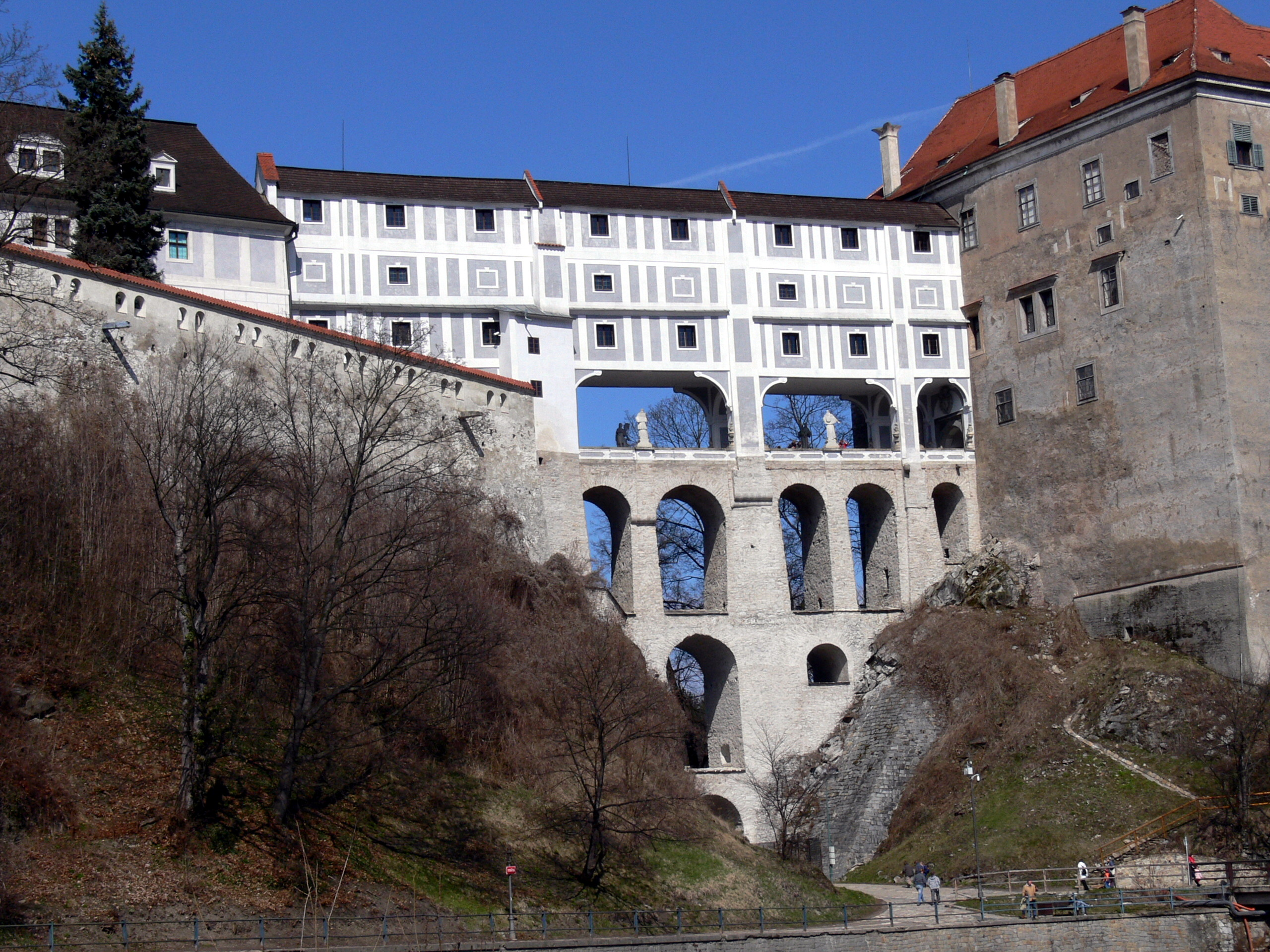
Плащовий міст
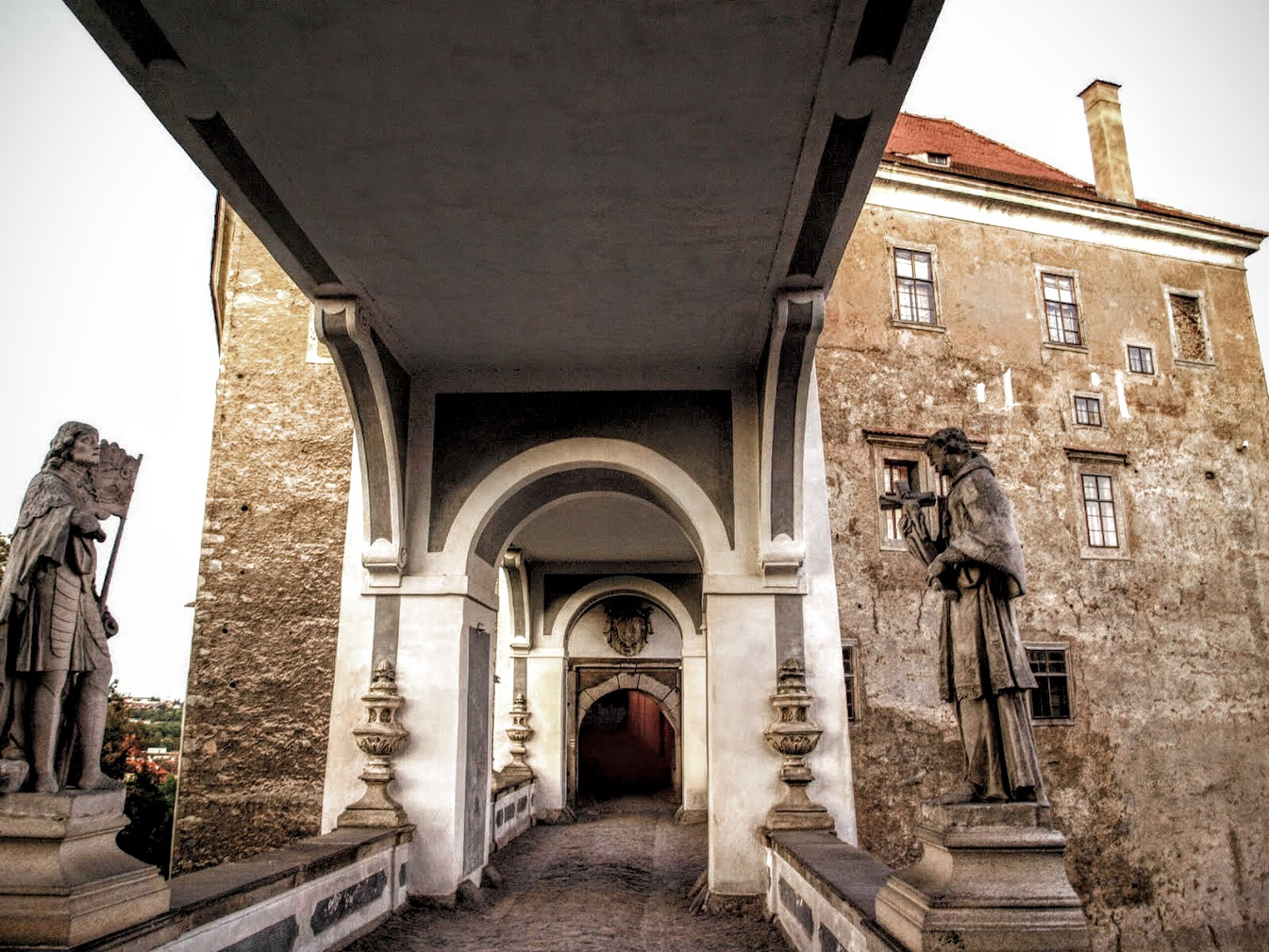
На Плащовому мосту
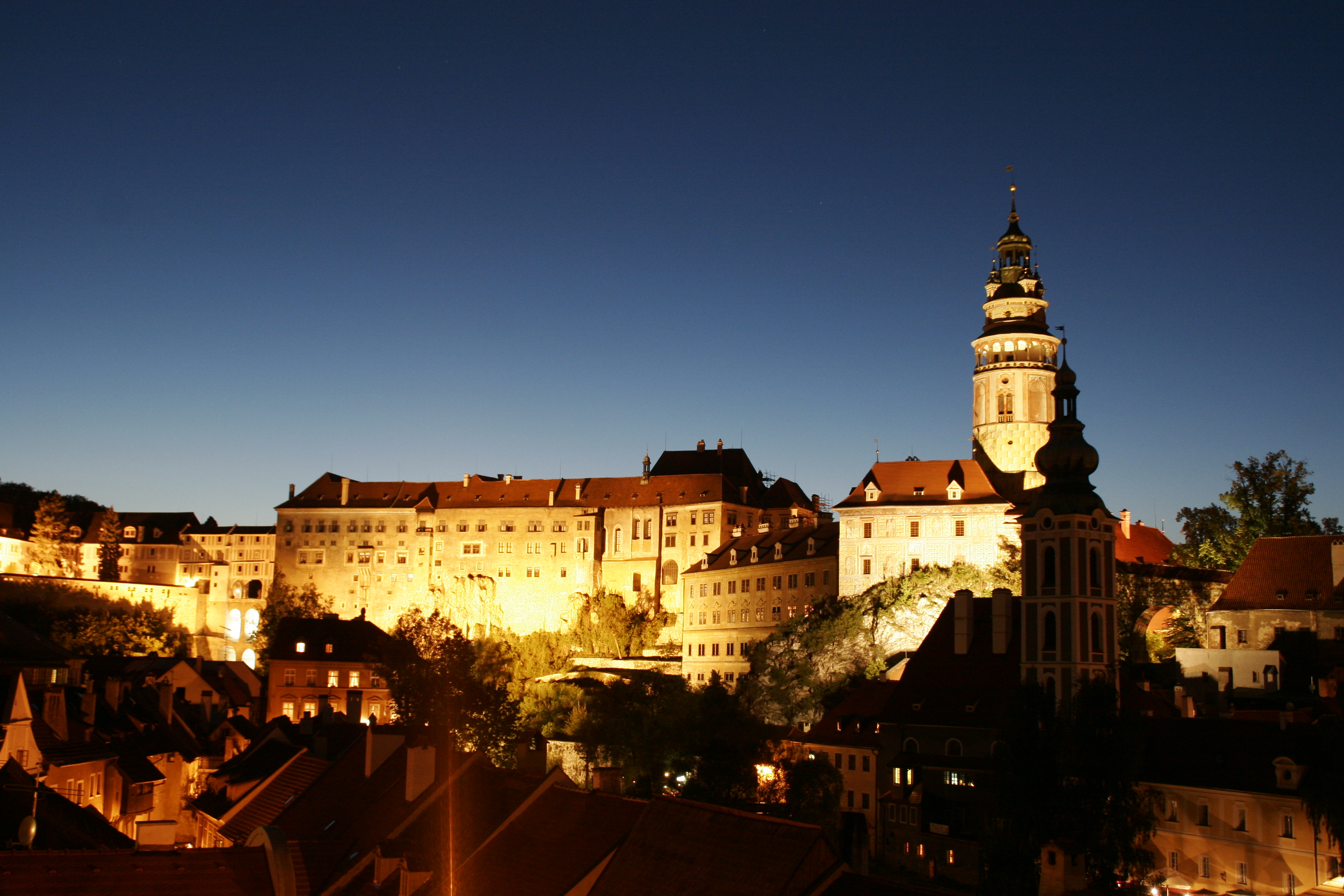
Нічний вид на замок і замковий комплекс
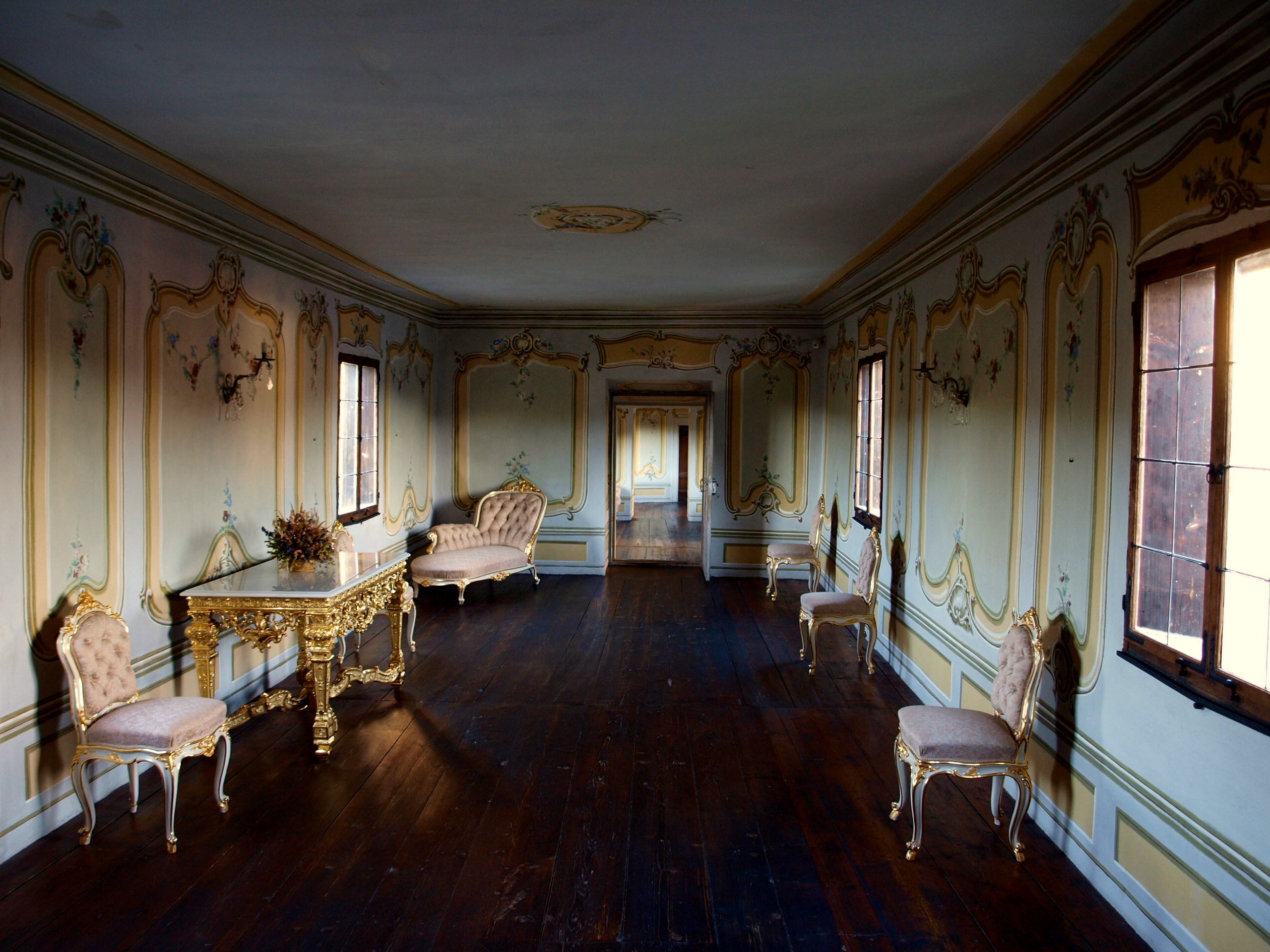
Перехід через Камінний міст від Маскарадної зали до Замкового театру.
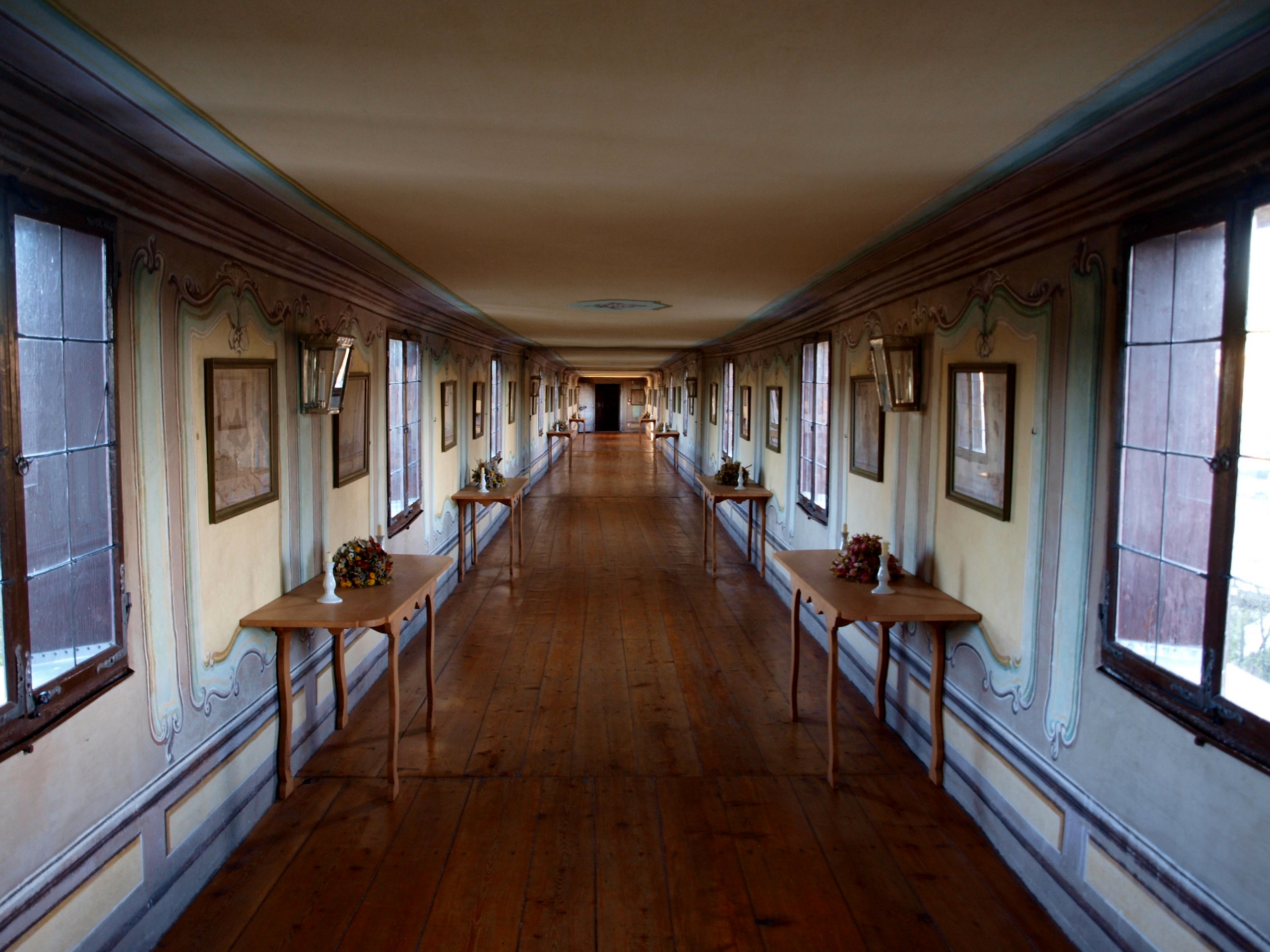
Коридор на верхньому поверсі Плащового мосту
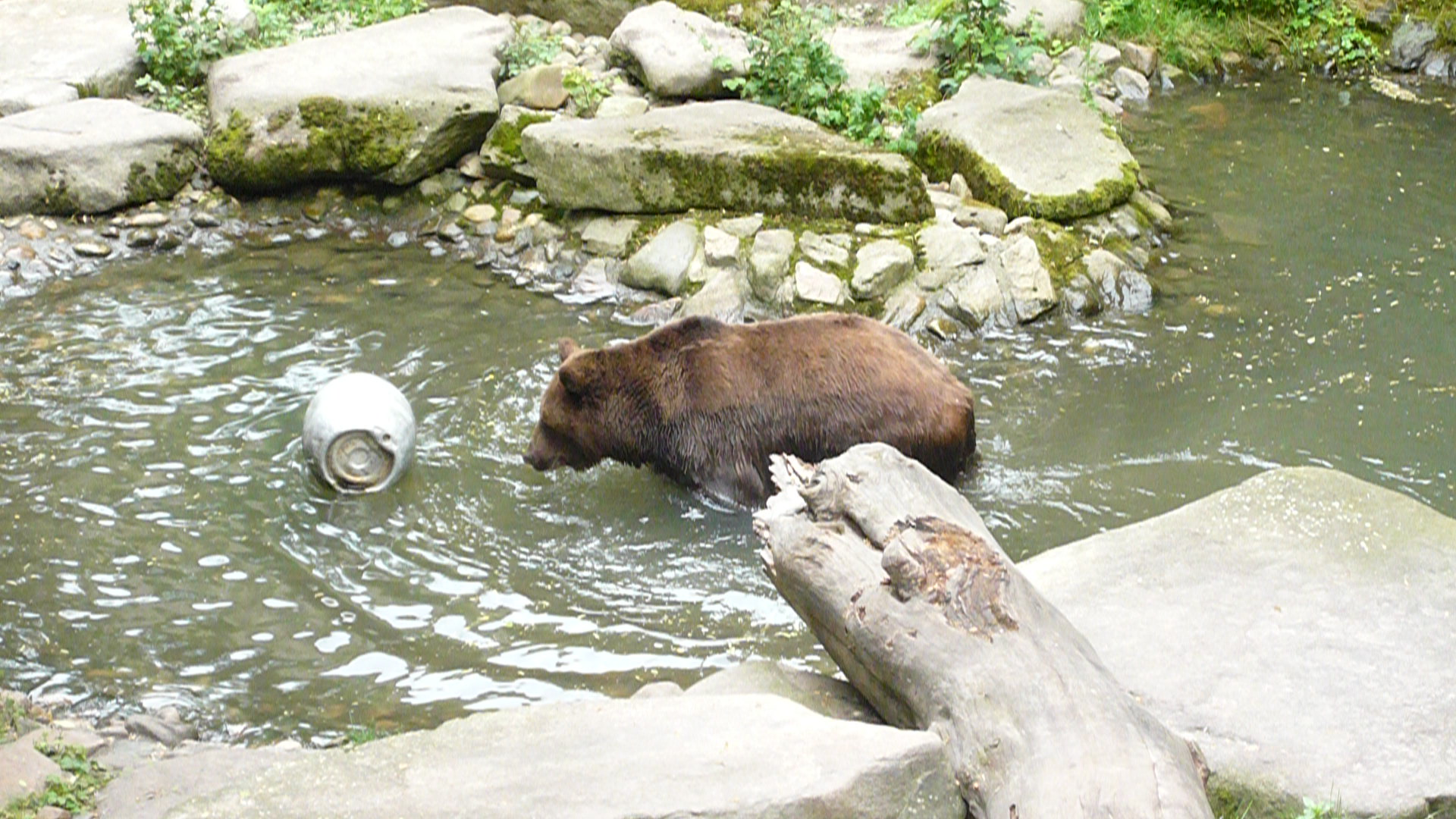
Ведмежий рів
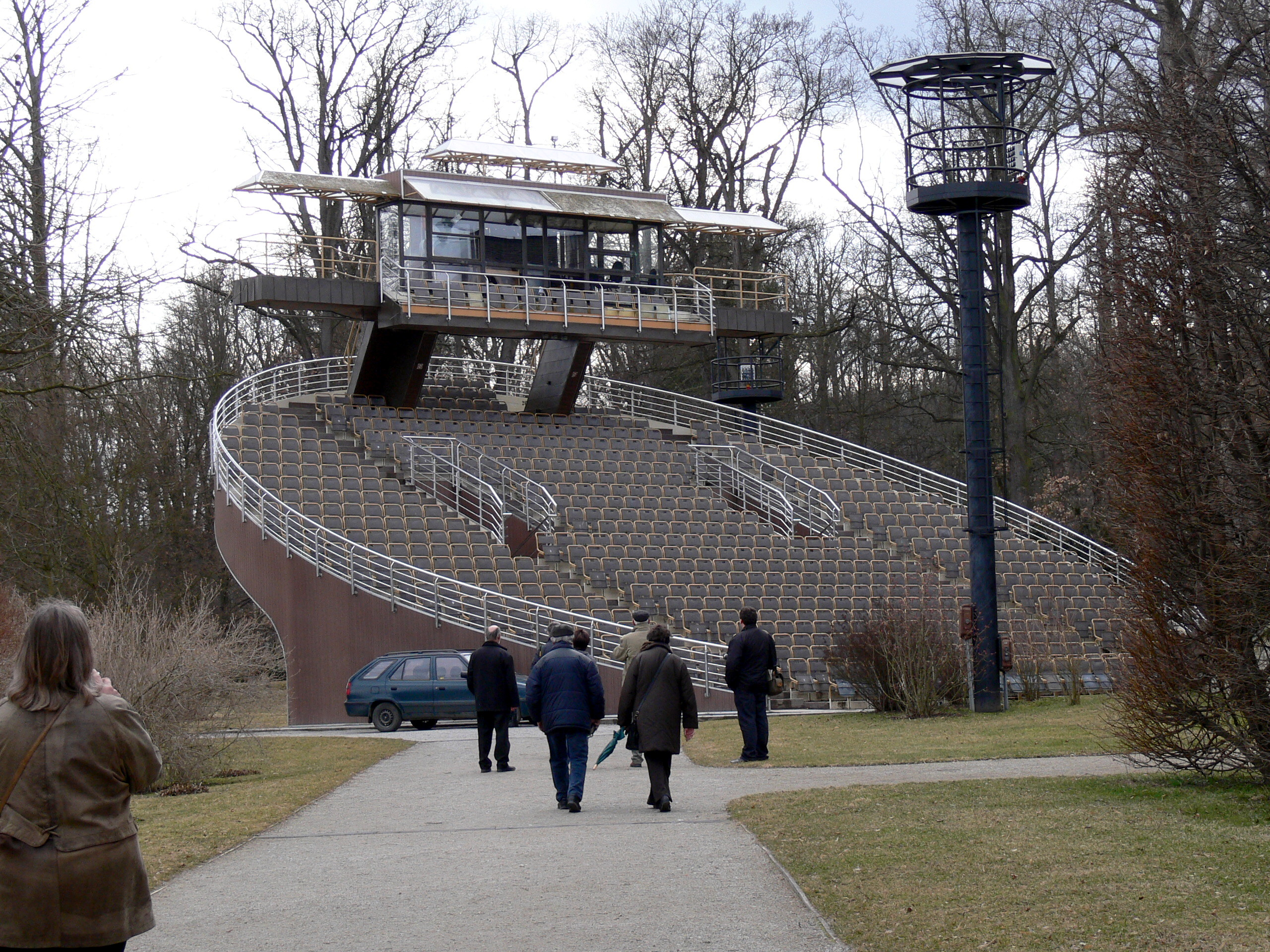
Обертовий зал Чеського Крумлова